# Armavir (Krasnodarski kraj, Rusija)
Armavir (ruski: Армавир) je grad u Krasnodarskom kraju u Rusiji. Nalazi se na lijevoj obali rijeke Kubana.

## Stanovništvo
Godine 1969., imao je 144.000 stanovnika. Bio je drugo najveće industrijsko središte Krasnodarskog kraja nakon Krasnodara.

## Povijest
Armavir je osnovan 1839., a stekao je gradski status 1914. Za vrijeme ruskog građanskog rata 1918. – 1920., podosta teških borba se odvijalo u blizini ovog grada. Vojni pohod Tamanske armije je okončao u Armaviru 1918. Sovjetske vlasti su uspostavljene u Armaviru u ožujku 1920. godine. Za vrijeme drugog svjetskog rata (Veliki domovinski rat) 1941. – 1945., grad su zauzele snage Trećeg Reicha. Oslobođen je u siječnju 1943..